# Lukman Haruna
Lukman Abdulkarim Haruna (* 4. Dezember 1990 in Jos) ist ein nigerianischer ehemaliger Fußballspieler.

## Karriere
Haruna bewies seine Fähigkeiten als Mittelfeldregisseur bereits 2007, als er die nigerianische U-17-Nationalmannschaft als Kapitän nach dem Gewinn der Afrikameisterschaft zum Weltmeistertitel führte.
Daraufhin meldeten sich internationale Spitzenclubs bei ihm und Anfang 2008 wechselte er in die erste französische Liga zu AS Monaco. Am 9. Januar 2008 bestritt er auch als 18-Jähriger sein erstes A-Länderspiel für Nigeria. In der Rückrunde 2008/09 kam er immerhin noch vier Mal für die Monegassen zum Einsatz.
Die U-20-WM 2009 verlief danach unglücklich für Haruna: Nach einer Rotsperre verpasste er die Vorrundenpartien und bei seiner Rückkehr folgte ein knappes Aus seines Teams gegen Deutschland. Erfolgreicher verlief dagegen seine Vereinskarriere, wo er trotz seines jungen Alters zum Stammspieler auf der zentralen Mittelfeldposition wurde und zu 23 Einsätzen kam.
Lukman Haruna wurde neben den Jugendteams auch immer wieder in der A-Nationalmannschaft Nigerias eingesetzt und wurde auch in das Aufgebot der Afrikaner für die  Fußball-Weltmeisterschaft 2010 in Südafrika aufgenommen, nachdem der Spitzenspieler John Obi Mikel verletzt absagen musste. Damit ist er der erste Spieler seines Landes, der von der U-17 bis zu den Senioren bei allen Weltmeisterschaften im Aufgebot stand.